# Ollersdorf im Burgenland
Ollersdorf im Burgenland est une commune autrichienne du district de Güssing dans le Burgenland.